# EarthCARE
EARTHCARE és una missió espacial de les agències espacials europea i japonesa. El maig del 2008, l'ESA va signar un contracte d'uns €263 milions (£220 milions/$360 milions) amb la filial d'EADS, Astrium. Com a contractista principal, Astrium va ser responsable del disseny, desenvolupament i integració del satèl·lit. El disseny i construcció va començar a principis del 2009 mentre que el llançament estava programat pel 2016, posposat el 2018 i finalment llançat el 28 de maig de 2024, a bord des d'un Falcon 9 Block 5 des de Vandenberg, Estats Units.
EARTHCARE és un acròniom de EARTH Clouds, Aerosols and Radiation Explorer, amb pseudònim Hakuryū (del japonès que significa "drac blanc"), i els objectius de la missió són la millora de la comprensió dels processos dels núvols radioactius i aerosols que afecten el clima de la Terra.
El projecte és part del Programa Living Planet de l'ESA.
El satèl·lit realitza mesuraments útils per a una millor comprensió de l'equilibri de la radiació tèrmica i solar de la Terra. En particular, una combinació d'instruments actius (lidar i radar) i passius (radiòmetre i sensors d'imatge) permetran a l'EarthCARE a mesurar alhora la distribució dels núvols verticials i horitzontals i aerosols atmosfèrics amb fluxos curts i llargs de Top-Of-Atmosphere (TOA).
La nau espacial compta amb quatre instruments destacats:
- Backscatter Lidar (ATLID) - ESA - Resolució i despolarització d'alt espectre
- Cloud Profiling Radar (CPR) - JAXA/NICT - sensitivitat de 36 dBZ, rang vertical de 500 m, Doppler
- Multi-Spectral Imager (MSI) - ESA - 7 canals, 150 km de marge, 500 m per píxel
- Broadband Radiometer (BBR) - ESA - 2 canals, 3 vistes (nadir, proa i popa). Un radiòmetre de banda ampla.

El satèl·lit vola en una òrbita polar alta de 400 km a una inclinació de 97 graus. Pesarà 1700 kg.

## Història de la missió
El maig de 2008, l'ESA va signar un contracte per valor de 263 milions d'euros (220 milions de lliures esterlines/360 milions de dòlars dels EUA) amb la filial d'EADS Astrium. Com a contractista principal, Astrium és responsable del disseny, desenvolupament i integració del satèl·lit. El disseny i la construcció van començar a principis de 2009.
EarthCARE és un acrònim que significa Earth Cloud, Aerosol and Radiation Explorer, i els objectius de la missió són millorar la comprensió dels processos núvol, radiatiu i aerosol que afecten el clima de la Terra. Al gener de 2011, el pressupost total del projecte és de 500 milions de lliures esterlines (590 milions d'euros/810 milions de dòlars EUA). Una part important del projecte es fabricarà al Regne Unit, l'estructura principal de la nau espacial serà construïda per RUAG Space a Suïssa i posteriorment es completarà a les instal·lacions d'Stevenage d'Astrium, mentre que un dels instruments serà fet a Sevenoaks per SSTL i un altre a Bristol, Somerset per SEA Group Ltd, ara part de Thales Alenia Space UK. El setembre de 2014, l'ESA i la JAXA van organitzar un taller de ciència internacional EarthCARE. Del 2014 al 2015 es va dur a terme una integració contínua dels instruments. El 2015, el llançament es va ajornar al 2018 a causa de problemes amb el desenvolupament de lidar. EarthCARE es va llançar el 28 de maig de 2024 a les 22:20 UTC.